# NGC 4349
NGC 4349 è un ammasso aperto visibile nella costellazione della Croce del Sud.

## Osservazione

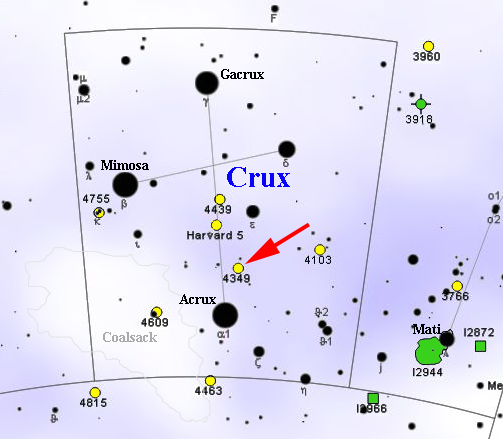
Mappa per individuare NGC 4349.

Si individua esattamente 1 grado a NNW della brillante stella Acrux; si presenta come un debole oggetto formato da una decina di minuti astri, appena in risalto su un campo stellare molto fitto. Le sue stelle più brillanti sono di decima magnitudine e sono invisibili attraverso un binocolo 10x50, attraverso il quale l'ammasso si mostra come una debole macchia chiara; con un telescopio da 100mm è possibile notare una quindicina di stelle fino alla magnitudine 12, molte delle quali allineate in senso nord-sud. Strumenti da 200mm di diametro permettono una completa risoluzione dell'oggetto.
Quest'ammasso si trova ad una declinazione fortemente australe, pertanto non è osservabile da molte delle regioni abitate dell'emisfero boreale, come l'Europa e quasi tutto il Nordamerica; da diverse regioni abitate dell'emisfero australe, al contrario, si presenza circumpolare. Il periodo migliore per la sua osservazione nel cielo serale è quello compreso fra febbraio e luglio.

## Storia delle osservazioni
NGC 4349 venne individuato per la prima volta da James Dunlop nel 1826, quando prestava servizio come sovrintendente dell'osservatorio del Nuovo Galles del Sud in Australia; l'astronomo John Herschel lo riosservò in seguito e lo inserì nel suo General Catalogue of Nebulae and Clusters col numero 2912.

## Caratteristiche
NGC 4349 è un ammasso piuttosto ricco e concentrato, anche se le sue componenti sono in prevalenza deboli; la sua distanza è stimata attorno ai 2176 parsec (circa 7094 anni luce) ed è quindi situato all'interno del Braccio del Sagittario, in una regione piuttosto ricca di stelle giovani e regioni H II associate a nubi molecolari giganti.
Con un'età stimata attorno ai 210 milioni di anni, quest'ammasso non presenta stelle delle classi spettrali O e B, le quali hanno già avuto modo di evolvere e probabilmente terminare il loro ciclo vitale; le sue stelle più massicce sono infatti giganti rosse, con una massa pari a circa 3,9 M⊙. Fra queste ve ne è una, nota come NGC 4349-127, che presenta una compagna di massa substellare, forse una nana bruna, identificata nell'ambito di una ricerca di pianeti extrasolari attorno a stelle evolute; questo sistema ha due caratteristiche interessanti: si trattava alla data della sua scoperta nel 2007 della stella più massiccia attorno cui orbita un simile oggetto, oltre che essere uno dei sistemi più giovani di questo tipo.